# 聖母帡幪節
聖母帡幪節或聖母庇佑節（烏克蘭語：Покрова Пресвятої Богородиці）為東正教與希臘正教的節日，日期為新曆10月14日或舊曆10月1日。
東正教會均慶祝此節，其中俄羅斯、白羅斯、烏克蘭尤其熱烈。該節為斯拉夫東正教重大節日，僅次於復活節和十二大節。烏克蘭該節自2015年起，與烏克蘭衛士節的精神象徵連結日益緊密。